# Te Araroa
Te Araroa (The Long Pathway) è il percorso di escursionismo su lunga distanza della Nuova Zelanda che si estende per circa 3000 chilometri lungo le due isole principali del paese da Capo Reinga a Bluff. È costituito da una serie di sentieri, vecchi e nuovi, collegati a sezioni di strade carrabili. Fare l'intero percorso a piedi richiede generalmente dai tre ai sei mesi e sta diventando sempre più popolare.

## Storia
L'idea di un percorso pedonale nazionale risale agli anni 1970, quando fu promossa per la prima volta dai Federated Mountain Clubs della Nuova Zelanda; nel 1975 fu istituita la New Zealand Walkways Commission, ma in 15 anni fece pochi progressi. Nel 1994 il giornalista Geoff Chapple propugnò l'idea di un percorso escursionistico in Nuova Zelanda e fondò il Te Araroa Trust. Il patrocinio e i negoziati andarono avanti e nel 2006 il progetto entrò a far parte dei piani del governo locale. I 3000 chilometri del percorso vennero aperti ufficialmente il 3 dicembre 2011 dopo 10 anni di lavoro da parte di centinaia di volontari. I lavori di sistemazione del percorso continuano ancora.
Il percorso comprende circa 300 sezioni che vanno da camminate di una o due ore, fino a un tragitto di circa nove giorni nell'Isola del Sud, dove la maggior parte degli escursionisti viaggia portandosi appresso grandi quantità di cibo e attrezzatura. Circa il sessanta per cento del tracciato attraversa le terre gestite dal Department of Conservation; nel 2007 il governo stanziò 3,8 milioni di dollari neozelandesi per lo sviluppo di nuove sezioni del tracciato sulle terre del Conservation.
Nel 2019 sono stati presentati ulteriori progetti per migliorare il percorso, incluso un obiettivo a lungo termine per ridurre il tratto su strada a meno del 5% dell'intero percorso.

## Il percorso
La distanza in linea d'aria tra Capo Reinga e Bluff è di 1475 km, ma il Te Araroa si estende per circa 3000 km; la distanza può variare quando qualche tratto del percorso viene aggiornato o modificato. Il tragitto è un mix di sentieri, alcuni in aree disabitate, percorsi recintati, spiagge, strade e autostrade, nonché un tratto rappresentato dal corso di un fiume che deve essere percorso in kayak. Molte parti del percorso sono impegnative. In queste sezioni è consigliata una accurata pianificazione del percorso e, per l'attraversamento del fiume, abilità di navigazione, nonché un buon livello di forma fisica e scarponi pesanti.
La maggior parte degli escursionisti che riescono a completare l'intero percorso impiega dai tre ai sei mesi per questa impresa. L'intero percorso è stato completato in 53 giorni durante la stagione 2012-2013 dall'ultra-maratoneta britannico Jez Bragg, che è stato assistito da una squadra di supporto. Il più giovane a compiere il tragitto è stato Jonathan Rapsey, che lo ha terminato all'età di 7 anni assieme a sua sorella Elizabeth di 9 anni e ai loro genitori.
Centinaia di migliaia di persone ogni anno percorrono qualche tratto del Te Araroa. Nell'estate 2018/19 il Te Araroa Trust vantava 1200 escursionisti che avevano compiuto l'intero percorso, in aumento rispetto alle 550 persone che avevano affrontato il percorso nel 2016-17 e alle 350 dell'anno precedente. Alcune sezioni del tracciato possono essere molto trafficate; ad esempio, vi è un tratto che è visitato da 70.000-80.000 persone ogni anno e, poiché si trova su un terreno privato, questo volume di traffico può rendere impraticabile l'uso del terreno per l'utilizzo agricolo.
Con l'eccezione di una breve sezione del Queen Charlotte Track al capolinea nord del sentiero nell'Isola del Sud, non è richiesto né permesso un pedaggio per percorrere Te Araroa. Tuttavia, il Te Araroa Trust richiede una donazione di NZ$ 500 a persona per fare l'intero percorso, NZ$ 250 per l'escursione solo su una delle due grandi isole e importi inferiori per gli escursionisti di una sezione. Chi vuole fare il percorso completo deve inoltre pagare NZ$ 92 per un pass di sei mesi per i rifugi del Dipartimento per la conservazione, se desidera dormire nella vasta rete di rifugi della Nuova Zelanda.

## Galleria d'immagini

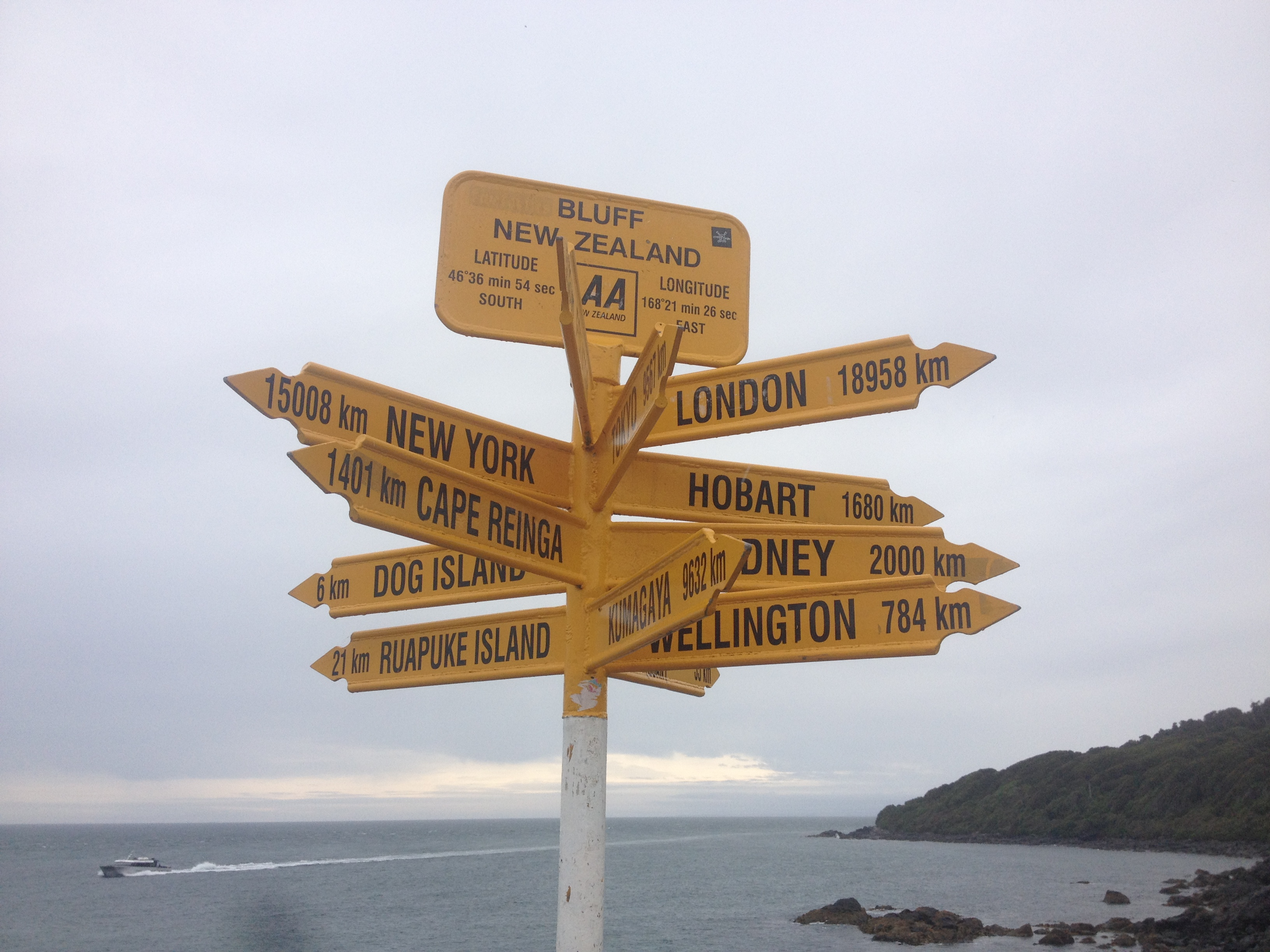
Stirling Point, capolinea meridionale di Te Araroa a Bluff
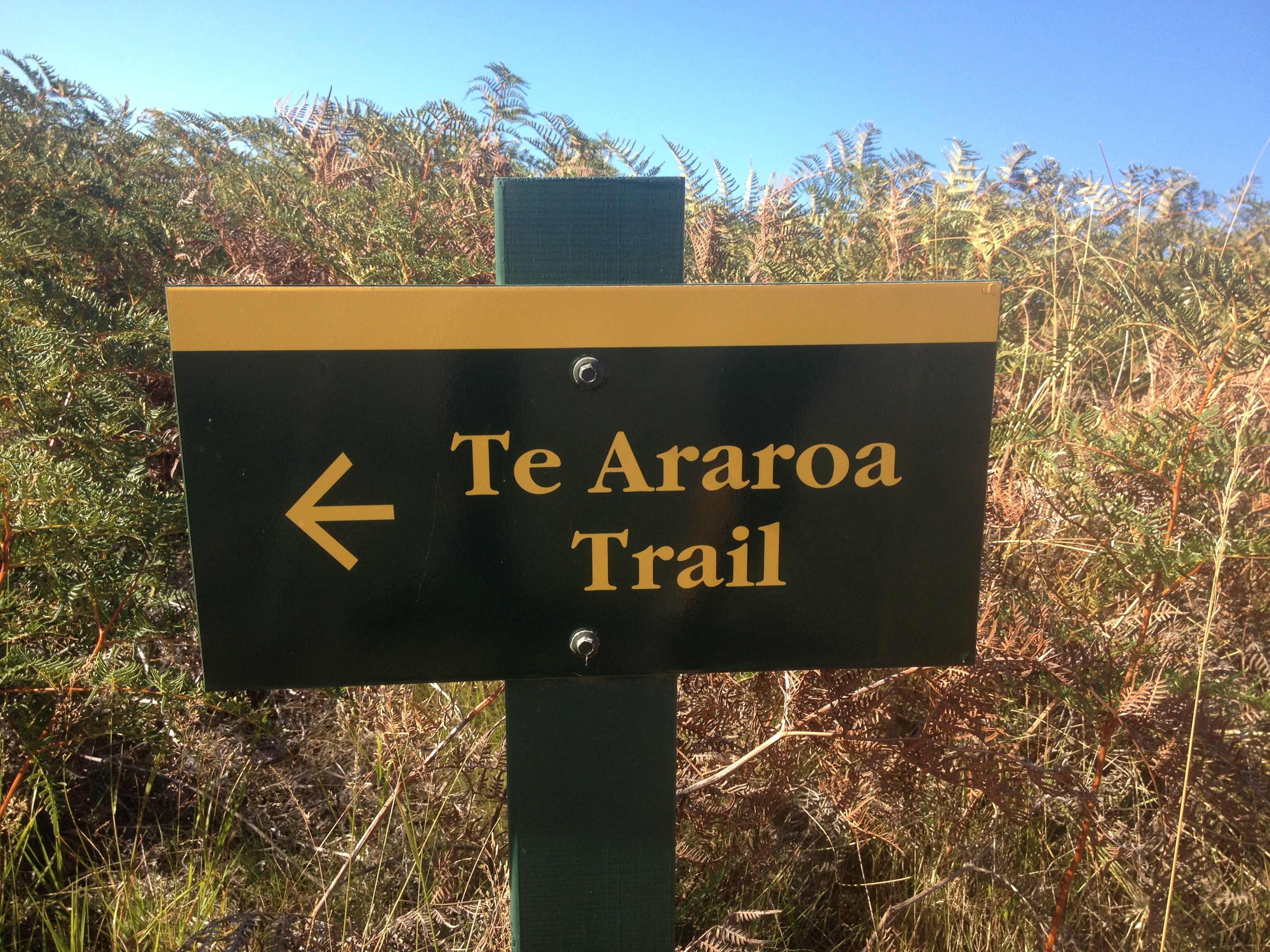
Segnale del sentiero Te Araroa